# Ikervári vízerőmű
Az ikervári vízerőmű a Vas vármegyei Ikervár mellett, a Rába folyó egy külön csatornáján működő vízerőmű. Magyarország első vízerőműve, mely napjainkban is üzemel.

## Története

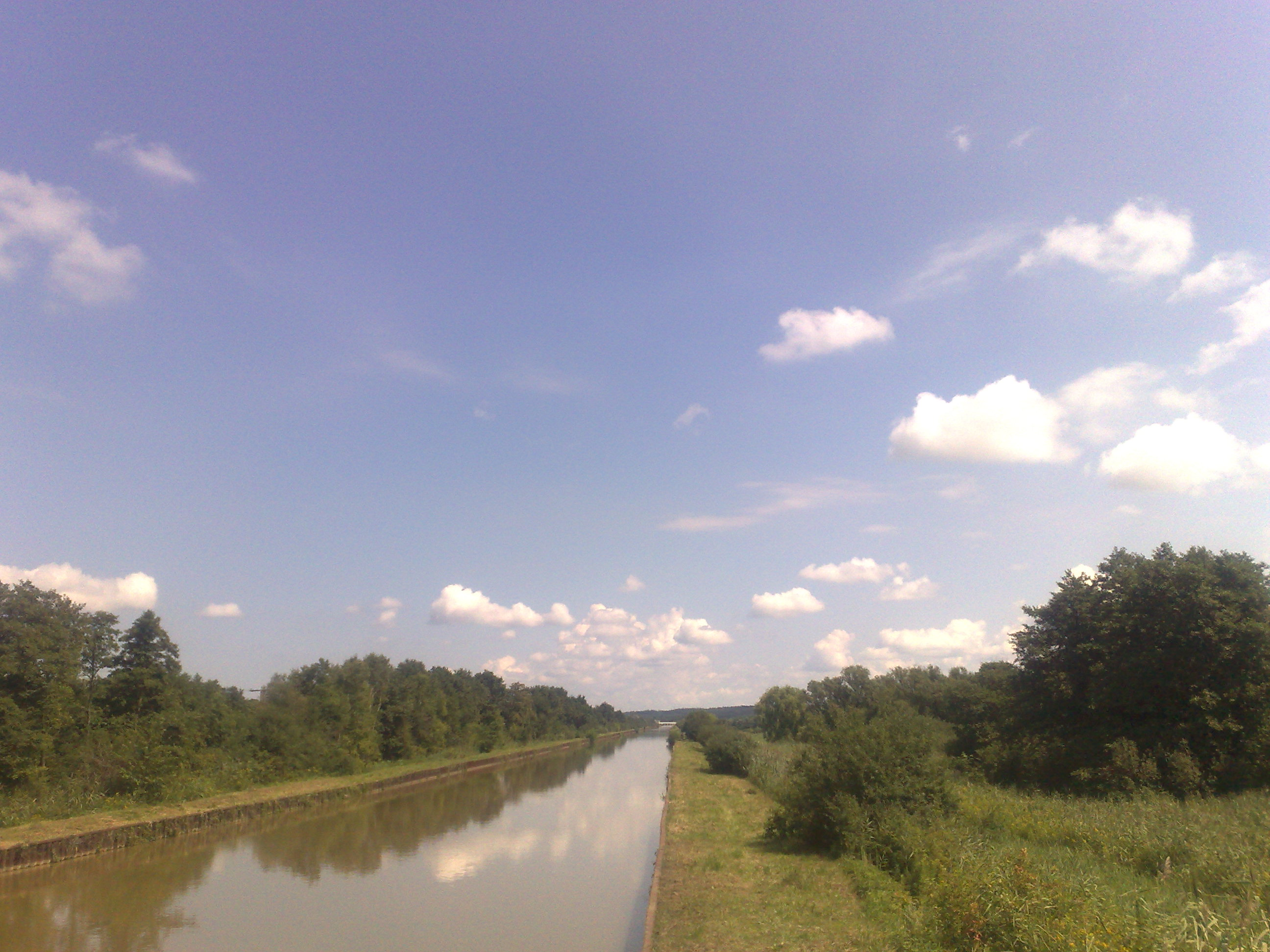
Az üzemvízcsatorna

Éhen Gyula, Szombathely egykori polgármestere, Gothard Jenő neves herényi csillagász, Knebel Jenő, Holczheim Károly, Wälder Alajos és Weiner Károly szombathelyi lakosok kezdeményezték és hosszas tárgyalások után megnyerték a célnak Károlyi Antal alispánt, hogy villamosítsák a várost. Első lépésként felkérték Bánó László és Szüts Béla magánmérnököket, hogy vizsgálják meg, van-e lehetőség a Rába folyó mentén villamos erőmű létesítésére, és ők 1892-ben arra jutottak, hogy a Rába esése Ikervárnál a legkedvezőbb erőmű létesítése szempontjából, és az sem volt mellékes körülmény, hogy mindössze 23 kilométerre feküdt, a hálózat kiépítésével pedig Sárvár is bekapcsolható. A birtok tulajdonosait nem kellett sokat győzködni. A telep helyén ugyanis már 1796 óta egy „Ella” megnevezésű vízimalom működött, amelynek a teljesítménye 120 lóerő volt (ezt 1897-ben áttelepítették Sárvárra, és 2017-ben bontották el). A vízikerék forgatásához a folyó szintjét meg kellett emelni, ezért egy csatornát építettek, aminek az oldalát rőzsefal képezte, amit azonban az évenkénti áradások mindig megrongáltak.
Gróf Batthyány Géza 1894-ben kezdeményezte egy vállalat létrehozását a villamos áram – gőzgépekkel való drága előállítása helyett – a vízi erő felhasználásával, egy Svájcban már működő létesítmény magyarországi alkalmazására a Rába ikervári szakaszára, fia, Batthyány Lajos fiumei kormányzó birtokán és annak ipari célokra történő értékesítésére. A részvénytársaság egymillió forint alaptőkével alakult meg. A nagyszabású terv végrehajtásához szükség volt külföldi tőkebevonására is, ezért 1894 végén meghirdették a részvények előjegyzését. A Vasmegyei Elektromos Művek részvénytársaság 1895 augusztusában alakult meg, a cégbíróságnál 1895. szeptember 7-én történt meg bejegyezése a szombathelyi királyi törvényszéken, 9671/1895. szám alatt. Az üzem egy részét svájci mérnökök és szakemberek jegyezték, a telepeket a René Thury-féle találmány szerint, de magyar mérnökök tervei alapján a Compagnie d'industrie électrique készítette el, Genfben.
A Batthyány család birtokán 1896-tól indult meg az építkezés. Kezdetben közel 600 kW-os teljesítményű svájci gyártmányú gépek működtek benne, melyeket a zürichi Escher Vyss gépgyár turbinái hajtottak. Ezek még egyenárammal látták el a környező településeket is.
Az erőmű tervezője Bánó László és Szüts Béla, építővállalkozója a Melocco budapesti cég volt. Az elektromos berendezéseket genfi (Compagnie de l’Industrie Electrique et Mécanique), a turbinákat pedig zürichi (Escher Wyss et Compagnie) cég készítette. A Rába folyó 7,55 méteres esését használták fel elektromos energia előállítására, így kisesésű vízerőműnek számít. Három vízszintes tengelyű, Joswall-rendszerű turbinát kapcsoltak közvetlenül két-két magasfeszültségű (1500 V), soros kapcsolású, Thury-féle egyenáramú 65 A erősségű dinamóval. Télen – szükség esetén – a folyó vizét közvetlenül a turbinák előtt hajókazánnal melegítették, hogy ne fagyjon be. Az egész művet a millenniumi év utolsó napján, 1896. december 31-én helyezték üzembe, amikortól éjjel és nappal folyamatosan üzemelt. A Vas megyei elektromos művek 1897-ben megvette a soproni gázműveket, hogy ott villamos világítást és vasutat létesítsen és még abban az év decemberében szerződést kötött a várossal a kivitelezésről. 1899-1900-ban belga és francia tőke bevonásával 2 db új turbinát állítottak üzembe, és Gothard Jenő tervei alapján, vezetésével kiépítettek egy második vezetéket Sopronig.
Ennek az erőműnek köszönhetően Ikervár lett az első elektromos rendszerrel ellátott falu Magyarországon, és az ikervári Batthyány-kastélyban előbb volt elektromos világítás, mint a bécsi Schönbrunnban.
Az 1925-ben végrehajtott rekonstrukció során áttértek váltakozó áramra, az erőmű teljesítménye 1540 kW lett. A rekonstrukció során új Ganz gyártmányú Francis-turbinákat és generátorokat szereltek be. A gépházban ezekből egy-egy darabot bemutatás céljából működőképes állapotban megőriztek.
1995-ben privatizálták. Ekkor újabb korszerűsítés történt, melynek során svéd turbinákat és generátorokat építettek be, összesen 2280 kW teljesítménnyel. Az épület és a kapcsolódó berendezések ma ipartörténeti emlékhelynek minősülnek; a fontosabb helyiségei egy időben látogathatóak is voltak, napjainkban a múzeum zárva tart.

## Megközelítése
Az erőmű Ikervár központjától mintegy 3,2 kilométerre keletre helyezkedik el, közúti elérését egy önkormányzati út biztosítja, amely a 8441-es útból ágazik ki, annak 4+250-es kilométerszelvénye táján.